# Beppe Fenoglio
Pour les articles homonymes, voir Fenoglio.
Œuvres principales
La Guerre sur les collines
Beppe Fenoglio, de son véritable nom Giuseppe Fenoglio, né le 1er mars 1922 à Alba, dans la province de Coni, au Piémont, et mort le 18 février 1963 à Turin, est un écrivain italien. Engagé en 1944 dans la Résistance italienne contre la République sociale italienne fasciste dans les Langhe, c'est cette expérience qu'il relate dans la plupart de ses écrits, marqués par le néoréalisme.

## Biographie
Aîné d'une famille de trois enfants, dont le père lance sa propre entreprise de boucherie en 1928, Beppe Fenoglio se révèle un enfant intelligent. Il souffrait d'un léger bégaiement. Sur les conseils d'un enseignant, et en dépit des difficultés économiques rencontrées par la famille, il poursuit ses études. Élève modèle et lecteur vorace, il apprend l'anglais avec une grande facilité et s'essaie très tôt à quelques traductions, ce qui lui sera utile pendant la Seconde Guerre mondiale, alors qu'il jouera le rôle d'interprète.
En 1940, il fréquente l'Université de Turin, mais cache ses opinions antifascistes et sa participation à la Résistance.
À la fin de la guerre, au grand regret de ses parents, il décide de se consacrer entièrement à la littérature. En mai 1947, grâce à son excellente connaissance de l'anglais, il est embauché en tant que correspondant à l'étranger pour un vin de la maison d'Albe. Le travail, peu exigeant, lui permet de contribuer aux dépenses de la famille et de se consacrer à l'écriture.
En 1949, son premier roman, Il trucco, est signé du pseudonyme Giovanni Federico Biamonti. L'œuvre reçoit un bon accueil critique. Beppe Fenoglio rencontre et devient l'ami d'Italo Calvino, d'Elio Vittorini et de Natalia Ginzburg.
Encouragé par Vittorini, il se remet à l'écriture d'une nouvelle version de son premier roman qui ne paraîtra qu'en 1969 sous le titre La Paie du samedi (La paga del sabato). En 1952, il publie d'abord un recueil de douze nouvelles intitulé Les Vingt-trois Jours de la ville d'Albe (I ventitrè giorni della città di Alba) qui revient sur des faits et des événements liés aux actions de la Résistance dans les collines de la région des Langhe, dont Albe est la ville principale. Cette thématique de la guerre et de la Résistance est également présente dans les romans Une affaire personnelle (Una questione privata, 1963) et La Guerre sur les collines (Il partigiano Johnny). Cette dernière œuvre, publiée à titre posthume en 1968, est un travail de reconstruction réalisé par Lorenzo Mondo à partir de divers manuscrits laissés inachevés par Fenoglio.
À partir du milieu des années 1950, Beppe Fenoglio se lance dans une intense activité de traducteur de grandes œuvres britanniques : il donne ainsi une traduction en italien de La Complainte du vieux marin de Samuel Taylor Coleridge. En parallèle, il entreprend la composition d'un grand roman sur les années 1943-1945, Le Printemps du guerrier (Primavera di bellezza), paru en 1959.
En 1960, il épouse civilement Luciana Bombardi, qu'il connaît depuis l'après-guerre. Malgré les pressions familiales et sociales pour un rituel à l'église, Fenoglio insiste pour une cérémonie civile seulement, une décision qui provoque un scandale. Fenoglio se déclare en effet agnostique et tient à aller au bout de ses convictions. En représailles, le maire refuse d'officier le mariage et délègue à sa place le conseiller Giulio Cesare Pasquero. De plus, une manifestation hostile doit entraver la cérémonie nuptiale et est évitée de peu grâce à la mère de Fenoglio qui demande et obtient une intervention de l'évêque d'Alba, Mgr Carlo Stoppa. Le couple passe sa lune de miel à Genève. Sa femme lui survit pendant près de 50 ans, et meurt à Alba en 2012. À l'occasion de la naissance de sa fille Margherita, le 9 janvier 1961, Fenoglio écrit les nouvelles L'Histoire de son grand-père et L'Enfant qui a volé un bouclier.
Au cours de l'hiver de 1959-1960, un examen médical révèle chez Beppe Fenoglio une grave infection des voies respiratoires et des complications causées par l'asthme bronchique qui tourmente l'écrivain depuis des années, en raison de ses mauvaises habitudes de fumeur excessif, surtout lors de ses séances intensives d'écriture. En 1962, frappé par une attaque d'hémoptysie, il subit un nouvel examen médical qui révèle une forme de tuberculose avec complications respiratoires. En septembre et octobre de la même année, il s'installe dans le repos le plus complet à Bossolasco, à 757 mètres au-dessus du niveau de la mer, et passe son temps à lire, à écrire pour le plaisir et à recevoir des amis. Mais bientôt une aggravation de la maladie impose son hospitalisation, d'abord à Bra, puis, en novembre, à Turin, où est diagnostiqué avec un cancer du poumon. En quelques mois, la santé de l'écrivain se détériore de manière irréversible, d'autant que Fenoglio refuse une radiothérapie au cobalt. Au cours des derniers jours, il doit communiquer à l'aide d'un morceau de papier, car il subit une trachéotomie en raison de problèmes respiratoires.
Après deux jours dans le coma, il meurt dans la nuit du 18 février 1963.

## Œuvres

### Romans et nouvelles
- Les Vingt-trois Jours de la ville d'Albe (I ventitrè giorni della citta di Alba, 1952), nouvelles, traduit et présenté par Alain Sarrabayrouse, Éditions Gérard Lebovici/Éditions Ivrea, 1987
- Le Mauvais Sort (La malora, 1954), roman, traduit par Monique Baccelli, Denoël, 1988 - réédité par Cambourakis, 2013
- Le Printemps du guerrier (Primavera di bellezza, 1959), roman, traduit par Monique Baccelli, Denoël, 1988
- Une affaire personnelle (Una questione privata, 1963), roman, traduit par Nino Frank et Jean-Claude Zancarini, Gallimard, 1978
- La Guerre sur les collines (Il partigiano Johnny, publié en 1968), roman, traduit par Gilles de Van, Gallimard, 1973
- La Paie du samedi (La paga del sabato, 1969), roman, traduit par Monique Baccelli, Gallimard, 1990
- La Permission, et autres nouvelles, traduit par Alain Sarrabayrouse, Éditions Ivrea, 1994
- L'Embuscade (L'imboscata, 1992), roman, traduit par Monique Baccelli, Gallimard, 1994
- La Louve et le Partisan (Appunti partigiani, 1994), récits, traduit par Monique Baccelli, Gallimard, 1998

### Journal
- Journal : 1954 suivi de Épigrammes, trad. par Monique Baccelli, Lyon, La Fosse aux ours, 2003

### Correspondance
- Lettere : 1940-1962, par Luca Bufano (éd.), Turin, Einaudi, 2002

### Adaptations pour la télévision
- Une affaire personnelle (Una questione privata), 1991, par Alberto Negrin

### Adaptation au cinéma
- Une affaire personnelle (Una questione privata), 1966, par Giorgio Trentin
- La Guerre sur les collines (Il partigiano Johnny), 2000, par Guido Chiesa
- Une affaire personnelle (Una questione privata), 2017, par Paolo et Vittorio Taviani

## Source
- Le Nouveau Dictionnaire des auteurs, de tous les temps et de tous les pays, volume 1, Paris, éditions Laffont-Bompiani, 1994, page 1068.